# 植物の種
『植物の種』（しょくぶつのしゅ、原題（ラテン語）："Species Plantarum"）は、1753年にカール・フォン・リンネによって書かれた本で、当時知られていたすべての植物の種を属に分類してリストアップしたものである。二名法を一貫して適用した最初の著作であり、植物の命名法の原点となった。

## 出版
『植物の種』は、1753年5月1日にLaurentius Salviusによってストックホルムで2巻に分けて出版された。1762年から1763年にかけて第2版、1764年に第3版が出版されたが、これは第2版の内容とほとんど変わらないものであった。1778年にリンネが亡くなった後も、ベルリン植物園の園長だったカール・ルートヴィヒ・ヴィルデノウの指揮により、1800年に全4巻で構成される第5版が出版された。

## 重要性

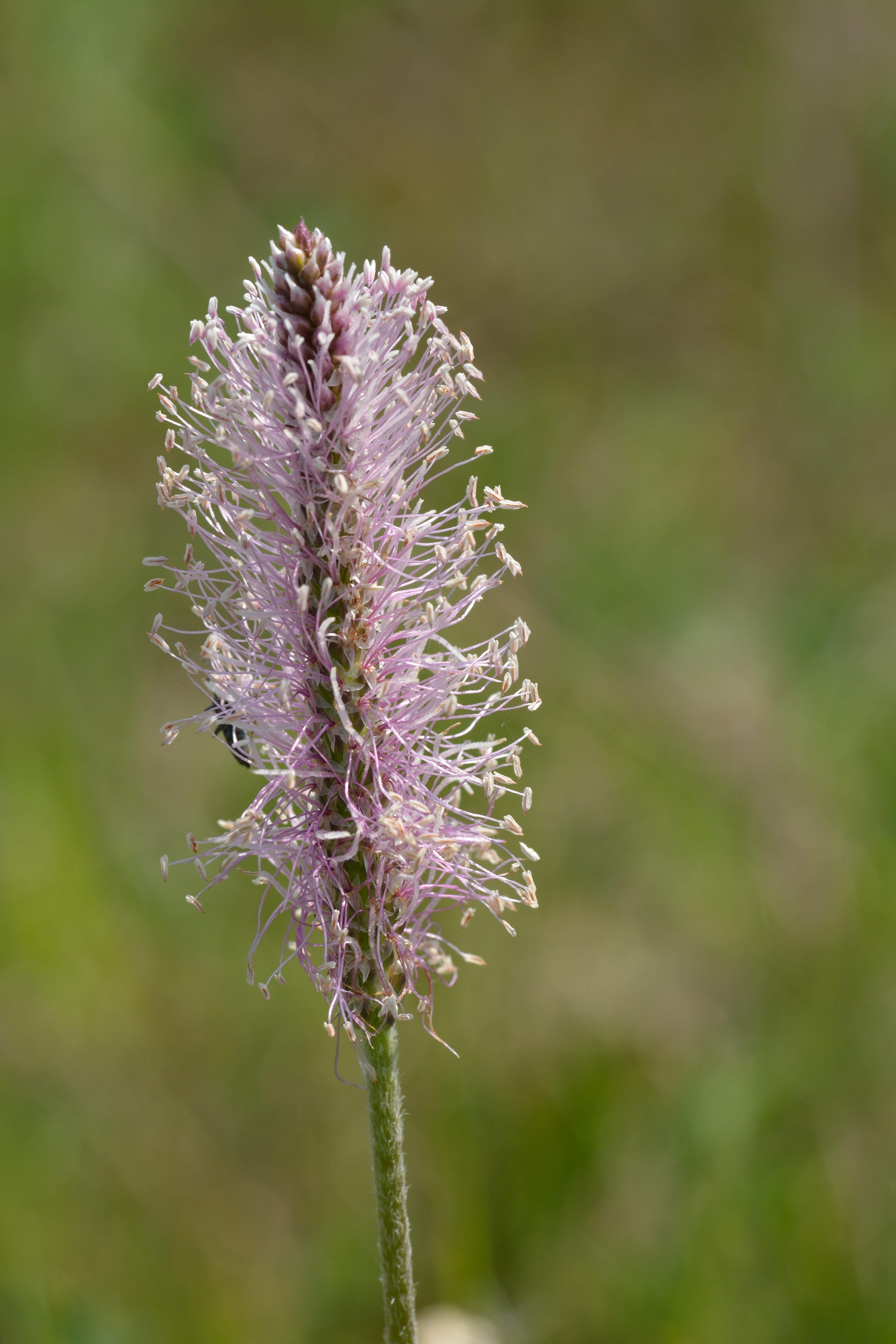
『植物の種』以前は、この植物は「Plantago folis ovato-lanceolatis pubescentibus, spica cylindrica, scapo tereti」と呼ばれ、リンネがPlantago mediaと改名した。

『植物の種』は、二名法を大規模な生物群を対象に一貫して適用した植物学に関する著作の中では最初のものである（リンネが『自然の体系』第10版で初めて動物に同じ手法を適用したのは1758年のことである）。そのため、後世に登場するほとんどの植物の命名法の「出発点」となった（一部の非維管束植物とすべての菌類の命名法はまた別の文献を出発点としている）。『植物の種』以前は、植物種はPlantago folis ovato-lanceolatis pubescentibus, spica cylindrica, scapo tereti（「卵状披針形の葉、円筒形の穂、穂状茎を持つオオバコ」の意）や、Nepeta floribus interrupte spicatis pedunculatis（「茎で途切れた穂に花を持つネペタ」の意。日本語ではイヌハッカと呼ばれる植物のこと）といったように単語を複数繋げた長い名前で呼ばれていた。『植物の種』では、このような煩雑な名前を、1語の属名と1語の種小名からなる命名に変更し、上記の2例はそれぞれPlantago mediaとNepeta catariaとなった。二名法の使用は、もともと牛が食べる植物についての学生プロジェクトにおいて、略語として考案されたものであった。
リンネは、種小名の後にそれぞれの種の短い説明とシノニムを与えた。その記述は丁寧かつ簡潔で、小さな属では少ない単語で構成された。例えばカンゾウ属では3種（それぞれGlycyrrhiza echinata、Glycyrrhiza glabra、Glycyrrhiza hirsuta）が「leguminibus echinatis」「leguminibus glabris」「leguminibus hirsutis」として記述されていた。

## 内容
『植物の種』には、当時リンネが知っていた何千もの植物種について記載されている。初版では、Acalypha australis（エノキグサ）からZygophyllum spinosumまで5,940種の植物名が紹介された。リンネは序文において、1万以下の植物種が現存していると推定していたが、2016年にキューガーデンが発表した『State of the World's Plants Report — 2016』によれば、顕花植物だけでもおよそ40万種あると考えられている。
本書では、種は約1000の属に分類され、リンネの性分類体系に従って24の綱に分類された。『植物の種』には属についての記述はなく、これらの記載は『植物の種』の初版と同時期に印刷された姉妹編"Genera Plantarum"（『植物の属』）第5版に記載されている。リンネの性分類体系は、現在では共通の祖先を正確に反映したものではなく、人為的な分類体系であると認められているが、その分類体系の単純さにより、専門家でなくても、花柄や雄しべなどの単純な数に基づいて、正しい分類を迅速にかつ簡単に見つけ出すことができた。